# Siergiej Szustikow (ur. 1989)
Siergiej Siergiejewicz Szustikow, ros. Сергей Сергеевич Шустиков (ur. 5 marca 1989 w Moskwie, Rosyjska FSRR) – rosyjski piłkarz, grający na pozycji obrońcy. Syn piłkarza Siergieja Szustikowa.

## Kariera piłkarska

### Kariera klubowa
Wychowanek Szkoły Sportowej FK Moskwa im. Woronina. Do 2007 występował w drużynie rezerw FK Moskwa, gdzie asystentem trenera pracował jego ojciec. W 2008 rozpoczął karierę piłkarską w podstawowym składzie Krylji Sowietow Samara, dokąd przeniósł się jego ojciec z głównym trenerem Leonidem Słuckim. Latem 2010 przeszedł do FK Rostów. Potem bronił barw klubów Wołga Uljanowsk, Chimik Dzierżyńsk i Lokomotiw-2 Moskwa. Przed rozpoczęciem sezonu 2015/2016 zasilił skład Torpeda Moskwa.

### Kariera reprezentacyjna
W 2009 bronił barw młodzieżowej reprezentacji Rosji. Łącznie rozegrał 3 gry.

## Sukcesy i odznaczenia

### Sukcesy piłkarskie
Chimik Dzierżyńsk
- mistrz strefy Zachód Rosyjskiej Drugiej Dywizji: 2013